# Santo Antônio da Estiva
Santo Antônio da Estiva é um distrito do município brasileiro de Pirajuí, no interior do estado de São Paulo.

## História

### Origem
Famílias pioneiras do distrito da Estiva: Gasparoto, Casarim, Banwart, Pfeifer, Franco, Ghiotto, Garcez, Falavinha, Mancuso, Inforzato, Máximo, Vilela, Carbonari, Primiano, Escaliante, Pereira Martins e Amadeo.

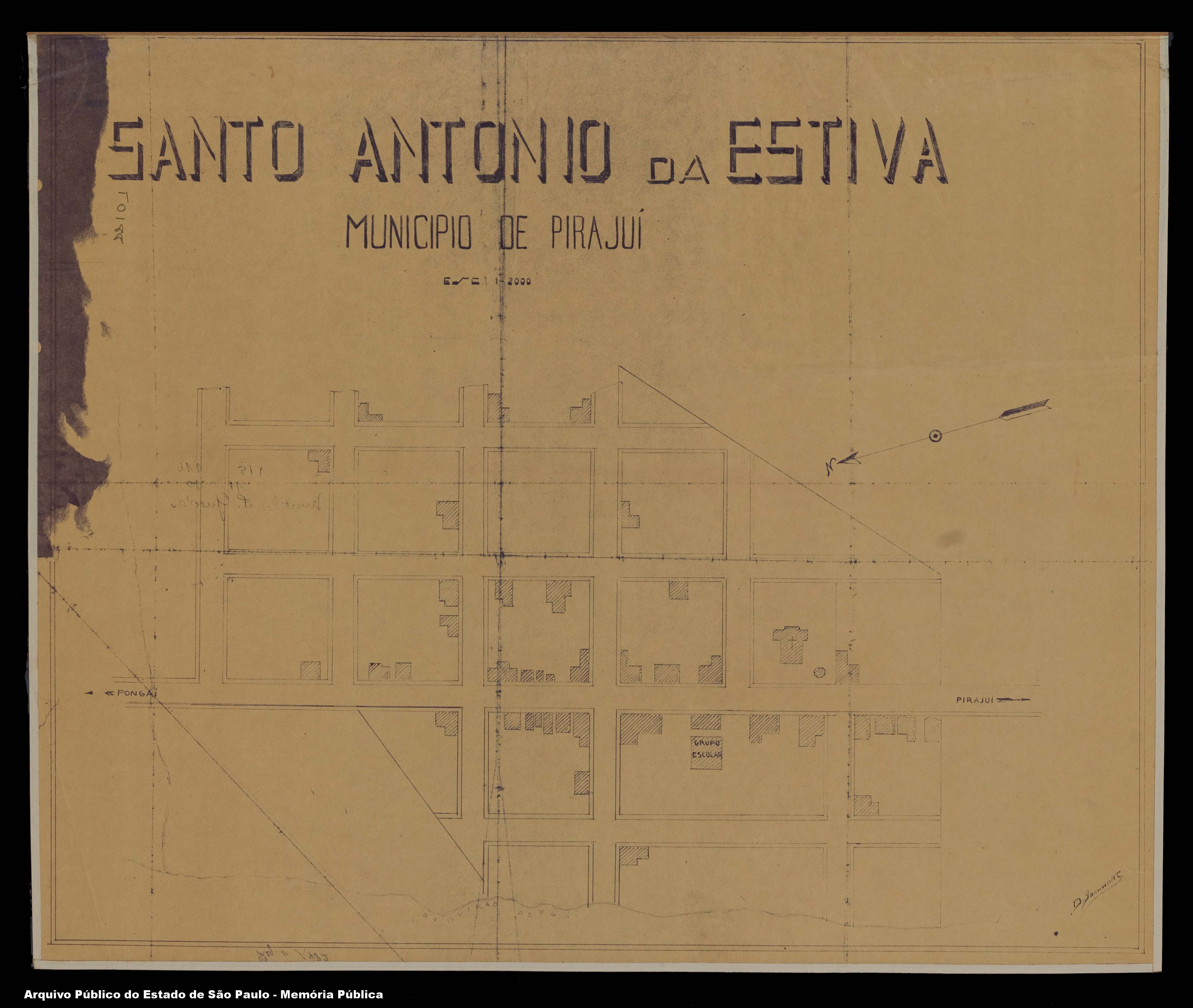
Planta da área urbana original.

### Formação administrativa
- Distrito criado pela Lei n° 233 de 24/12/1948, com sede no povoado do mesmo nome e com terras desmembradas do distrito da sede do município de Pirajuí e dos distritos de Balbinos e Uru[4][5].

## Geografia

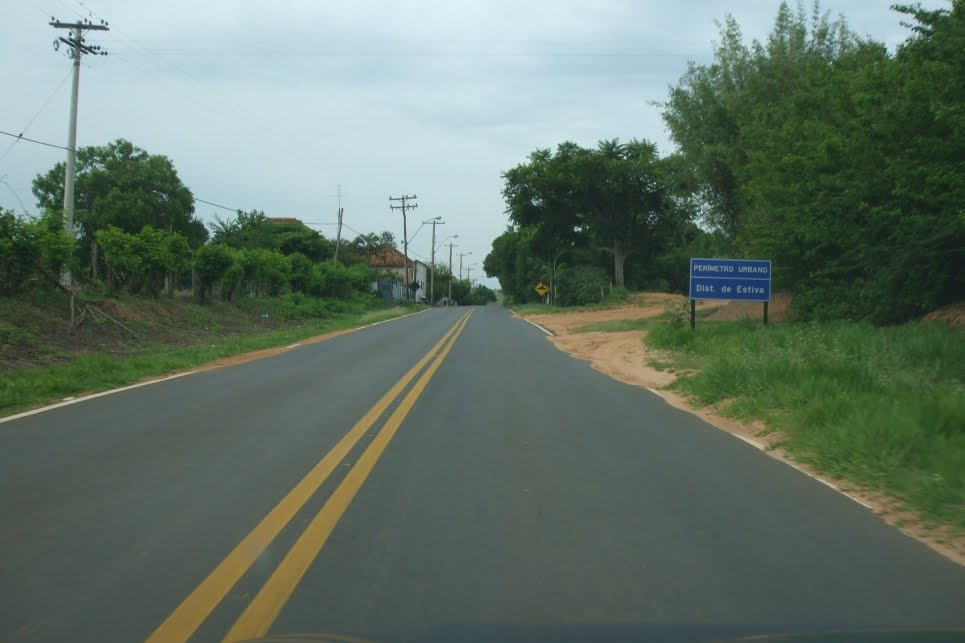
Entrada do distrito.

### Demografia

#### População urbana
| Crescimento população urbana | Crescimento população urbana | Crescimento população urbana | Crescimento população urbana |
| Censo                        | Pop.                         |                              | %±                           |
| ---------------------------- | ---------------------------- | ---------------------------- | ---------------------------- |
| 1950                         | 192                          |                              | —                            |
| 1960                         | 179                          |                              | −6,8%                        |
| 1970                         | 225                          |                              | 25,7%                        |
| 1980                         | 182                          |                              | −19,1%                       |
| 1991                         | 183                          |                              | 0,5%                         |
| 2000                         | 188                          |                              | 2,7%                         |
| 2010                         | 149                          |                              | −20,7%                       |
| Fonte: IBGE e Fundação SEADE |                              |                              |                              |

#### População total
Pelo Censo 2010 (IBGE) a população total do distrito era de 255 habitantes.

### Área territorial
A área territorial do distrito é de 65,110 km².

### Rodovias
O distrito possui acesso às cidades de Pirajuí, Pongaí e Uru através de estrada vicinal.

## Serviços públicos

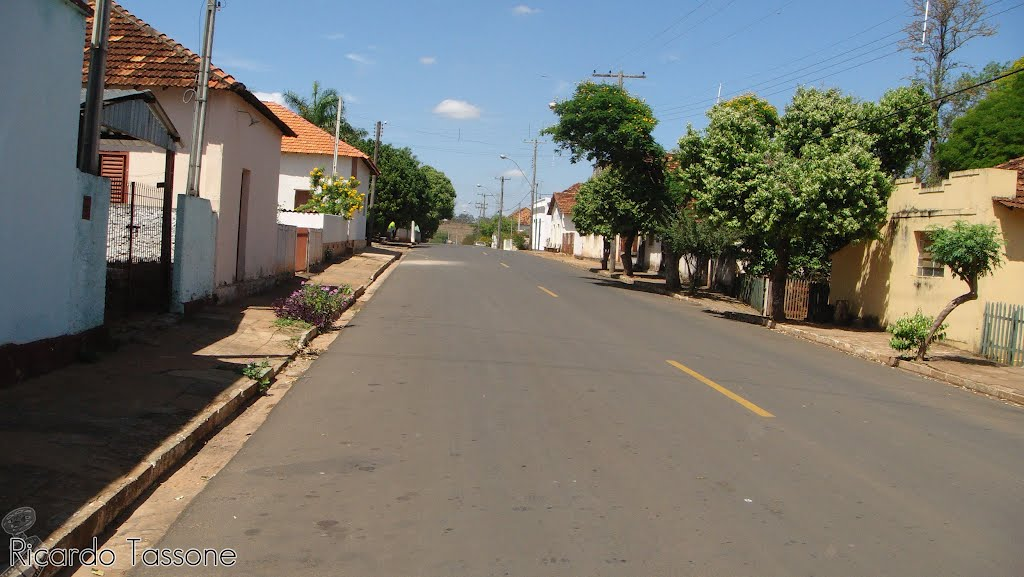
Aspecto local.

### Registro civil
Atualmente é feito na sede do município, pois o Cartório de Registro Civil das Pessoas Naturais do distrito foi extinto pelo  Tribunal de Justiça do Estado de São Paulo, e seu acervo foi recolhido ao cartório do distrito sede. Os primeiros registros dos eventos vitais realizados neste cartório são:
- Nascimento: 09/08/1953
- Casamento: 05/09/1953
- Óbito: 10/01/1955

### Saneamento
O serviço de abastecimento de água é feito pelo Serviço Autônomo de Água e Esgoto (SAAE). 

### Energia
A responsável pelo abastecimento de energia elétrica é a CPFL Paulista, distribuidora do grupo CPFL Energia.

## Religião

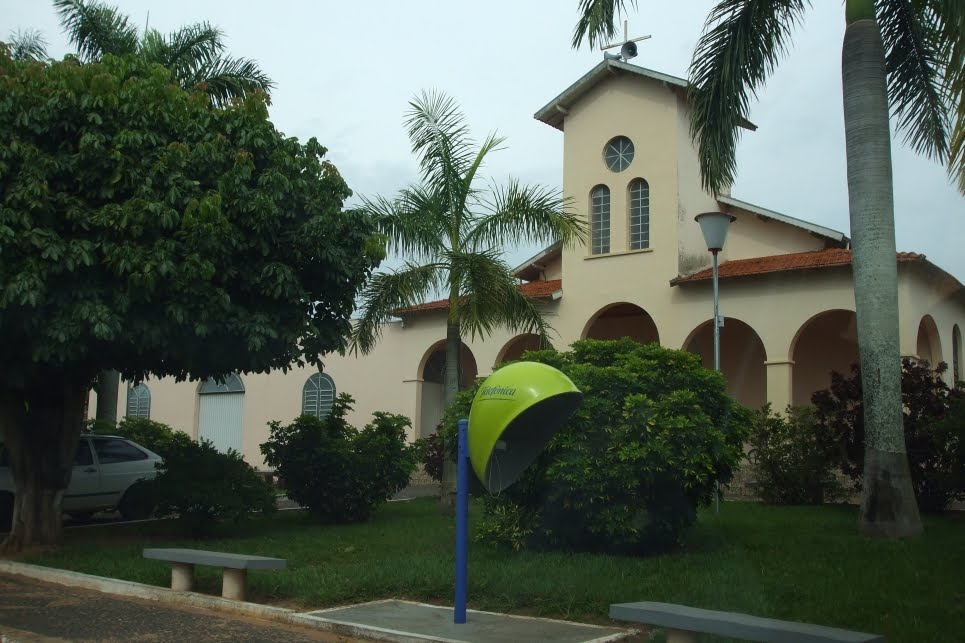
Igreja.

O Cristianismo se faz presente no distrito da seguinte forma:

### Igreja Católica
- A igreja faz parte da Diocese de Lins[17].

### Igrejas Evangélicas
- Congregação Cristã no Brasil[18].